# Zygmunt Lesser
Zygmunt Lesser (ur. 21 sierpnia 1818 w Warszawie, zm. 1896) – polski arystokrata żydowskiego pochodzenia.
Urodził się jako syn kupca Lewiego Lessera i Róży Loewenstein (1790–1840). Otrzymał tytuł hrabiowski, co zostało potwierdzone w 1884 w Hiszpanii i w 1887 w Księstwie Sachsen-Meiningen und Hildburghausen. Był tajnym szambelanem papieskim.
Był dwukrotnie żonaty. Po raz pierwszy z hrabianką Laurą z Krasickich Dunin-Borkowską, a po raz drugi z hrabianką Marią Jellacic.
Nie wiadomo, gdzie został pochowany.